# Le Voleur de Bagdad (téléfilm)
Pour les articles homonymes, voir Le Voleur de Bagdad.
Pour plus de détails, voir Fiche technique et Distribution.
Le Voleur de Bagdad (titre original : The Thief of Baghdad) est un téléfilm franco-britannique de Clive Donner diffusé le 23 novembre 1978 sur le réseau NBC.

Bien que diffusé à la télévision américaine en tant que téléfilm, cette coproduction est bien destinée au cinéma puisqu'elle a été diffusée dans les salles en France le 10 janvier 1978 ainsi que dans le reste du monde.

## Synopsis
Alors qu'il est en route pour Bagdad afin de rejoindre les nombreux prétendants à la main de la princesse Amina, le Prince Taj est attaqué par des assassins et laissés pour mort. Poursuivant son voyage seul, il découvre que le commanditaire de son assassinat n'est autre que son propre conseiller Jodur qui, usant et abusant de ses pouvoirs magiques, s'est lui-même mis sur les rangs et se proclame roi de Sakar. Le prince Taj a deux alliés inattendus : Hassan, un astucieux voleur et la princesse Amina qui en tombe amoureuse.

## Fiche technique
- Titre original : The Thief of Baghdad
- Réalisation : Clive Donner
- Scénario : Andrew Birkin et AJ Carothers
- Directeur de la photographie : Dennis C. Lewiston
- Montage : Peter Tanner
- Musique : John Cameron
- Distribution : Michael Barnes
- Création des décors : Edward Marshall
- Costumes : John Bloomfield
- Effets spéciaux de maquillage : Monique Archambault et Connie Reeve
- Effets spéciaux : Alan Bryce
- Effets spéciaux visuels : Zoran Perisic et Ray Caple
- Production : Aida Young et Thomas M.C. Johnston
- Compagnies de production : Palm Films Ltd - Studios de la Victorine
- Compagnie de distribution : Columbia-Emi-Warner
- Genre : Film d'aventure
- Pays de production :  Royaume-Uni,  France
- Langue : Anglais Mono
- Image : Couleurs
- Ratio écran : 1.33:1 plein écran (télévision) / 1.85:1 Panoramique (cinéma)
- Laboratoire : Rank Film Laboratories, Denham, UK
- Durée : 102 minutes (1 h 42)
- Négatif : 35 mm
- Dates de diffusion :
  - France : 10 janvier 1978 (cinéma)[1]
  - États-Unis : 23 novembre 1978 (télévision)
  - Royaume-Uni : 8 avril 1979 (cinéma)

## Distribution
- Roddy McDowall (VF : Dominique Paturel) : Hasan
- Kabir Bedi (VF : Claude Giraud) : Prince Taj
- Frank Finlay (VF : Georges Aminel) : Abu Bakar
- Marina Vlady (VF : Elle-même) : Perizadah (Pélissada en VF)
- Pavla Ustinov : Princesse Yasmine
- Daniel Emilfork (VF : Lui-même) : le Génie
- Ian Holm (VF : René Arrieu) : le gardien du temple
- Terence Stamp (VF : Marc Cassot) : le Grand Vizir Jaudur
- Peter Ustinov (VF : Roger Carel) : le Calife
- Ahmed El Shenawi (VF : Jacques Dynam) : Kanishka
- Kenji Tanaki : Lalitaditya
- Neil McCarthy (VF : Jacques Deschamps) : le sbire du Vizir
- Vincent Wong : l'interprète
- Leon Greene : le garde de Jaudur
- Bruce Montague (VF : Henry Djanik) : le chef de la Police du Calife

## Production
Fait unique, ce film a été distribué dans le monde dans les salles de cinéma à l'exception des États-Unis où il a été diffusé sur la chaîne NBC. Entièrement financé par des capitaux anglais et français, il a été en partie filmé aux studios de Shepperton, en Grande Bretagne et aux studios de la Victorine à Nice.
Le film a fait l'objet d'une sortie dans les cinémas britanniques dans un double programme : The Thief of Baghdad and Spider-Man Strikes Back le 8 avril 1979 avec La Riposte de l'homme-araignée.
C'est le spécialiste des effets visuels, Zoran Perisic qui a été responsable des séquences de vol du film. Récompensé d'un Special Achievement Award en 1979, il a été à l'origine du phénoménal succès de Superman en 1978 avec Christopher Reeve.
Le film est aussi sorti dans les salles de cinéma au Brésil, Tchécoslovaquie, Espagne, Grèce, Hongrie, Italie, Pologne, Suède et Turquie.

## DVD
Le film a fait l'objet d'une sortie sur le support DVD en France :
- Le Voleur de Bagdad (DVD-9 Keep Case) sorti le 6 novembre 2012 édité et distribué par LCJ Éditions et Productions. Le ratio écran est en 1.33:1 plein écran uniquement en français mono sans sous-titres. En suppléments, les biographies et filmographies des acteurs. La durée du film est de 98 minutes. Il s'agit d'une édition Zone 2 Pal. ASIN B009J7O4MK